# Janusz Mączka
Janusz Seweryn Mączka (ur. 5 czerwca 1949, zm. 8 stycznia 2013 w Krakowie) – polski taternik i alpinista, przewodnik tatrzański. W połowie lat 60. jeden z najmłodszych członków Tatrzańskiej Grupy GOPR, przyjęty tam przez Michała Jagiełłę mimo nieukończenia osiemnastu lat (co było wówczas warunkiem przyjęcia).
Syn Seweryna i Aleksandry. Wytyczył szereg nowych tras wspinaczkowych w Tatrach, górach Kaukazu, Hindukuszu, Pamiru. W 1971 wytyczył nową trasę wejścia na Mont Blanc. W 1974 r. uczestniczył w wyprawie na Szczyt Komunizmu (obecnie Szczyt Ismaila Samaniego; kierownik wyprawy: Janusz Onyszkiewicz, wśród uczestników m.in. Wanda Rutkiewicz) i zdobył ścianę północną szczytu. 6 sierpnia 1978 razem z Januszem Skorkiem, Aleksandrem Lwowem i Ludwikiem Wilczyńskim weszli w stylu alpejskim na Szczyt Rewolucji (6954 m). W latach 1972 i 1975 brał udział w wyprawach w Hindukusz.
W 1980 był uczestnikiem Polskiej Ekspedycji Zimowej – wyprawy, podczas której dokonano pierwszego zimowego wejścia na Mount Everest (kierownik wyprawy: Andrzej Zawada, wśród uczestników m.in. Krzysztof Wielicki, Leszek Cichy, Aleksander Lwow, Maciej Pawlikowski). W lutym 1997 r. wytyczył nowy wariant wejścia na zachodniej ścianie Batiana, jednego ze szczytów masywu Kenia. Odbywał podróże i wspinał się również w górach Afryki, Azji Południowo-Wschodniej, Afganistanu, Indii i Nepalu.
Publikował w górskim magazynie sportowym „Góry” oraz „Taterniku”. Mieszkał w Krakowie. Pochowany na cmentarzu Rakowickim (cmentarzu wojskowym przy ul. Prandoty w Krakowie) kwatera XC rząd 7 grób 18.

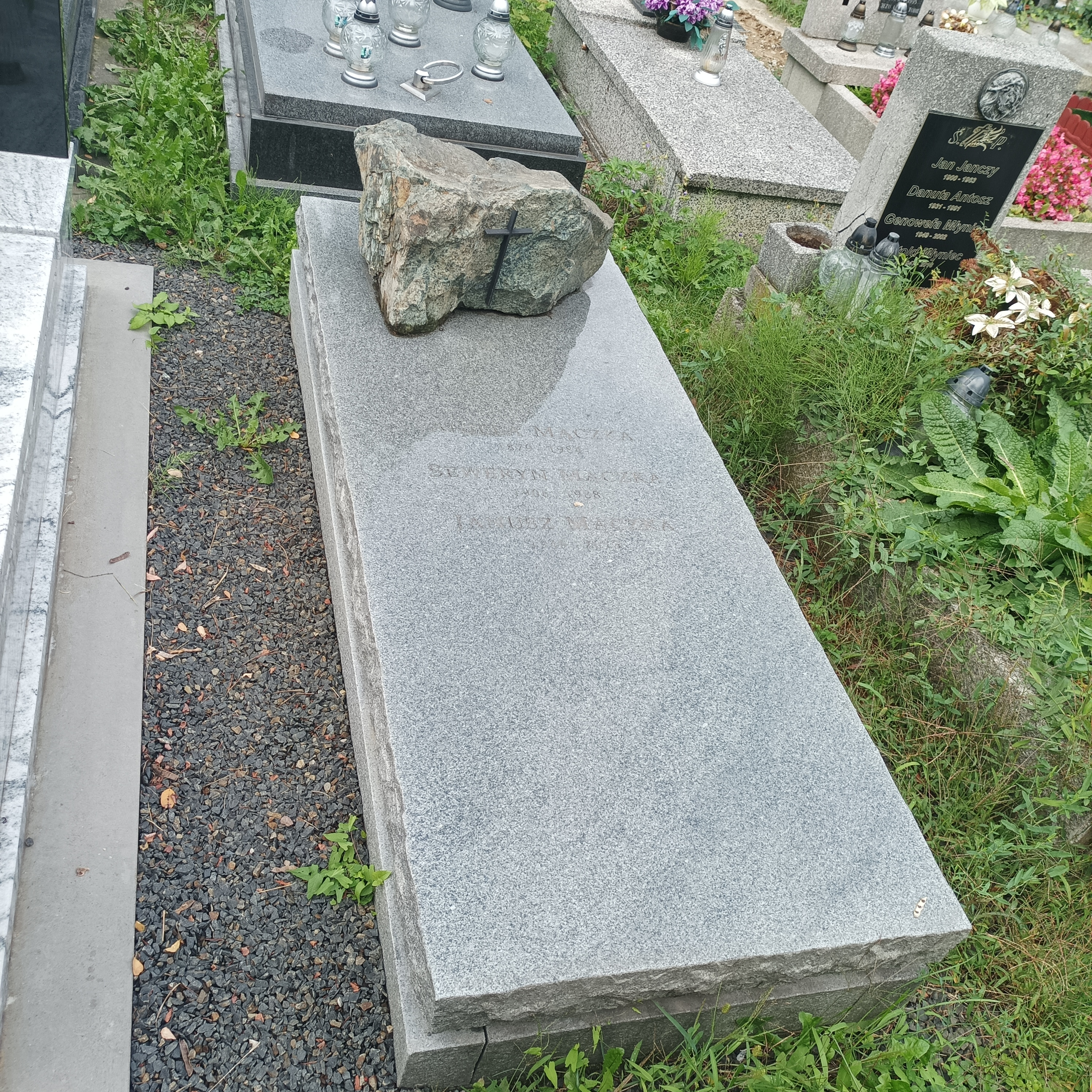
Grób Janusza Mączki na cmentarzu wojskowym przy ul. Prandoty w Krakowie